# Фарана
Фарана (на френски: Faranah) е град в централноюжна Гвинея. Административен център на регион Фарана и префектура Фарана. Населението на града през 2014 година е 78 108 души.